# The Good Doctor (seizoen 6)
Dit artikel vat het zesde seizoen van The Good Doctor samen.

## Hoofdrollen
- Freddie Highmore - dr. Shaun Murhpy
- Paige Spara - Lea Dilallo-Murphy
- Hill Harper - dr. Marcus Andrews
- Richard Schiff - dr. Aaron Glassman
- Christina Chang - dr. Audrey Lim
- Fiona Gubelmann - dr. Morgan Reznick
- Will Yun Lee - dr. Alex Park
- Bria Samoné Henderson - Dr. Jordan Allen
- Noah Galvin - Dr. Asher Wolke
- Brandon Larracuente - Dr. Daniel "Danny" Perez

## Afleveringen

### Aflevering 1
6 oktober 2023
Afterparty
Het huwelijksfeest van Shaun en Lea wordt verstoord door een gewelddadige aanval in het ziekenhuis. Lim slaagt erin om Andrews te bellen, die het gebouw meteen laat afsluiten. Het hele team wordt vervolgens gemobiliseerd om de slachtoffers te redden. Shaun heeft het moeilijk met het feit dat mensen die hem dierbaar zijn zich in een levensgevaarlijke situatie bevinden.

### Aflevering 2
13 oktober 2023
Change of Perspective
Murphy en Park maken kennis met de arts-assistenten die ze het komende jaar zullen begeleiden. Lim gaat opnieuw aan het werk, maar stelt zich de vraag of ze nog wel aan de slag kan blijven als chirurg. Tijdens een emotionele inzinking geeft ze Murphy de schuld van haar verlamming. Morgan en Park worstelen met de nasleep van hun relatiebreuk.

### Aflevering 3
20 oktober 2023
A Big Sign
Het team behandelt een beroemde huwelijkstherapeute nadat ze haar enkel heeft geblesseerd. Lim wil weten wat er zich tijdens haar operatie werkelijk heeft afgespeeld in het operatiekwartier en start een eigen intern onderzoek. Park, Allen en Perez behandelen een meisje met een bipolaire stoornis. Haar ouders geraken het maar niet eens over haar behandeling. 

### Aflevering 4
27 oktober 2023
Shrapnel
Het team opereert een militaire figurant die ongewild een explosieve situatie veroorzaakte. Allen en Perez voeren een race tegen de klok om een afgehakte voet terug te vinden. Lim geniet van een vrije dag en het gezelschap van haar buurman. Shaun worstelt met het feit dat Lim een punt zette achter hun vriendschap. Nadat hij zichzelf in afzondering heeft gezet, krijgt hij een ingeving waarmee hij hoopt Lim alsnog te kunnen helpen.

### Aflevering 5
3 november 2023
Growth Opportunities
Murphy, Wolke en Powell behandelen de muzikaal getalenteerde Skylar die lijdt aan leverfalen als gevolg van een genetische aandoening. Door haar ziekte komt de affaire van haar moeder met Mick, de vroegere kamergenoot van haar man, aan het licht want alleen hij is een geschikte donor. Park en Allen behandelen intussen Chris, een man met terminale pancreaskanker.

### Aflevering 6
10 november 2023
Hot and Bothered
Murphy heeft moeite om samen te werken met Powell nadat hij ontdekte dat ze Lim adviseerde om zich niet door hem te laten opereren. Wanneer het ziekenhuis getroffen wordt door een black-out als gevolg van een hittegolf, bekommert iedereen zich om de bejaarde patiënten. Powell neemt Lim mee naar een wedstrijd rolstoelbasketbal zodat ze in contact kan komen met lotgenoten.

### Aflevering 7
17 november 2023
Boys Don't Cry
Isabel, de ex van Andrews, brengt een vrouw naar het ziekenhuis die op het punt staat om te bevallen van een zesling. Om de gezondheid en veiligheid van de baby's tijdens de risicovolle bevalling te garanderen, splitst Andrews de artsen op in verschillende teams. Het behandelen van een van de baby's maakt heel wat los bij Shaun, en hij en Lea praten opnieuw over het stichten van een gezin.

### Aflevering 8
24 november 2023
Sorry, Not Sorry
Murphy, Wolke en Glassman behandelen Naveen, die een infectie heeft opgelopen omdat een chirurgische spons na een ingreep in haar buik is achtergebleven. Haar man staat voor een hartverscheurende beslissing. Reznick moet haar eigen verleden onder ogen zien wanneer ze een slachtoffer van seksueel geweld behandelt. Andrews wordt door een patiënte berispt over zijn onpersoonlijke aanpak.

### Aflevering 9
1 december 2023
Broken or Not
Murphy introduceert een nieuw beoordelingssysteem en creëert zo onbewust een strijd tussen Powell en Perez. Park, Reznick, Allen en Wolke behandelen Lilly, de nieuwe vriendin van Park, bij wie een sinusinfectie zich heeft verspreid naar de hersenen. Lim gaat dan toch akkoord om zich opnieuw te laten opereren aan haar ruggengraat. Lea doet een verrassende ontdekking. Allen treft Danny bewusteloos aan.

### Aflevering 10
8 december 2023
Quiet and Loud
Drie maanden na haar operatie kan Lim met behulp van een stok opnieuw stappen. Perez gaat opnieuw aan het werk en samen met Reznick, Park en Allen behandelt hij Drew, een jongen die lijdt aan het syndroom van Gardner en die een dunnedarmtransplantatie en een nieuwe buikwand nodig heeft. Reznick bereidt zich voor op haar embryoplaatsing.

### Aflevering 11
15 december 2023
The Good Boy
Met de hulp van Glassman slaagt Shaun erin om een gewonde hond te redden. Andrews, Park, Allen en Reznick behandelen intussen een immigrant met twintig spijkers in zijn lichaam. Een mogelijke amputatie zorgt voor spanningen tussen Park en Reznick. Powell zet haar carrière op het spel door in het geheim een operatie uit te voeren op een gewonde vriend.

### Aflevering 12
22 december 2023
365 Degrees
Lim, Wolke en Perez behandelen Bob, een patiënt van Lim die lijdt aan hartfalen. Volgens Wolke is de operatie die Lim voorstelt te riskant en moeten ze op zoek naar een andere oplossing. Murphy en Allen behandelen de dertienjarige Kelly, bij wie een tumor werd vastgesteld. Reznick krijgt een mooi aanbod, maar twijfelt om een beslissing te nemen.

### Aflevering 13
29 december 2023
39 Differences
Shaun en Lea zijn het oneens over hoe ze hun kind willen opvoeden en vragen zich af wat de geboorte van de baby zal betekenen voor hun relatie. Ondertussen moet Lim een manier bedenken om de beschadigde longen, waar een van haar patiënten al heel lang op wacht, te redden. Reznick wordt geconfronteerd met haar cynisme.

### Aflevering 14
5 januari 2024
Hard Heart
De driejarige Nathan belandt op de spoedafdeling met symptomen van een beroerte. Murphy en Park moeten diep graven om de onderliggende oorzaak te vinden. Allen, Lim en Wolke behandelen Evelyn Allen, de grootmoeder van Allen, die lijdt aan een hartaandoening. Lea en Shaun hebben stilaan genoeg van de bemoeienissen van Glassman en nemen een moeilijke beslissing.

### Aflevering 15
12 januari 2024
Old Friends
Reznick, Lim en Allen behandelen de zwangere Sonja. Haar aandoening brengt zowel haar eigen leven als dat van haar ongeboren dochtertje in gevaar. Park staat voor een moeilijke opdracht. Dr. Jared Kalu keert terug naar het ziekenhuis om de hulp van Murphy in te roepen bij de behandeling van Roland Barnes, de vijfde rijkste man ter wereld.

### Aflevering 16
19 januari 2024
The Good Lawyer
Nadat hij door Bob Patton, bij wie hij een handamputatie uitvoerde, wordt aangeklaagd, besluit Murphy zijn lot in handen te leggen van de veelbelovende advocaat Joni DeGroot, die lijdt aan een dwangneurose. Glassman en advocate Janet Stewart raden hem aan om een schikking te treffen, maar daar wil Murphy niet van weten.

### Aflevering 17
26 januari 2024
Second Chances and Past Regrets
Murphy moet opnieuw leren samenwerken met dokter Kalu. Hij maakt hem meteen duidelijk dat hij zich terug zal moeten bewijzen. Park, Wolke en Lim behandelen een jongen met een hartaandoening, terwijl Murphy, Kalu en Allen een risicovolle procedure uitvoeren bij een tienermeisje met een goedaardige hersentumor. Wolke worstelt met het feit dat Jerome zijn hiv-besmetting voor hem verborgen hield.

### Aflevering 18
26 januari 2024
A Blip 
Murphy maakt zich zorgen om Glassman en vreest dat zijn hersentumor is teruggekeerd. Het verschil in hiërarchie in het ziekenhuis begint voor problemen te zorgen in de relatie van Andrews en Villanueva. Murphy, Wolke, Perez en Lim behandelen een patiënte die symptomen vertoont van long covid. Het wordt echter al gauw duidelijk dat er meer aan de hand is.

### Aflevering 19
2 februari 2024
Half Measures
Andrews en Lim raken het niet eens over de behandeling van een patiënt die bijna in tweeën werd gesneden door een stuk metaal. Kalu geeft aan Wolke toe dat hij bang is om fouten uit het verleden te herhalen. Murphy, Reznick en Park behandelen Eden, een baby die lijdt aan het syndroom van Turner. Glassman geeft vaderlijk advies aan Murphy, terwijl ze wachten op de resultaten van zijn onderzoeken.

### Aflevering 20
9 februari 2024
Blessed
Andrews, Allen en Wolke behandelen Eddie Richter, een vriend van Andrews die wratachtige gezwellen op zijn lichaam heeft. Murphy observeert Glassman tijdens het uitvoeren van een hersenoperatie. Die verloopt vlot en even voelt Murphy opluchting, tot hij Glassman hoort praten met de patiënt. De sociale dienst vindt geen geschikte kandidaten om Eden te adopteren.